# Río Bernesga
Río Bernesga är ett vattendrag i Spanien.   Det ligger i provinsen Provincia de León och regionen Kastilien och Leon, i den norra delen av landet, 270 km nordväst om huvudstaden Madrid.